# Апаватн
А́паватн (исл. Apavatn) — одно из крупнейших озёр Исландии. С площадью в 13 км² занимает тринадцатое место по этому показателю среди озёр страны. Относится к бассейну Хвитау, левой составляющей Эльвюсау.
Апаватн располагается на территории Сюдюрланда в юго-западной части Исландии на высоте 59 м над уровнем моря.
С южной стороны в Апаватн впадает водоток из озера Свинаватн, на северо-востоке — река Хоулаау из озера Лёйгарватн. Сток идёт через залив на северо-востоке по протоке в протекающую восточнее реку Бруарау (правый приток Хвитау).
Используется для рыболовства, в улове преобладает голец и форель.
Из поселения в районе озера Апаватн происходит исландский поэт XI-го века Сигватур Тоурдарсон.